# Атер
Атер (на френски: Attert) е селище в Южна Белгия, окръг Арлон на провинция Люксембург. Населението му е около 5500 души (2018).